# Somme-Suippe
Somme-Suippe è un comune francese di 635 abitanti situato nel dipartimento della Marna nella regione del Grand Est.

## Società

### Evoluzione demografica
Abitanti censiti